# David Alaba
David Olatukunbo Alaba, född 24 juni 1992 i Wien, är en österrikisk fotbollsspelare.
Alaba spelar för Real Madrid. Genom åren har han spelat på flera olika positioner men spelar först och främst som mittback eller vänsterback.
Mellan 2010 och 2021 spelade Alaba mer än 350 matcher för Bayern München, och vann över 20 titlar. 

## Biografi
Alaba föddes i Wien av en filippinsk mamma (en sjuksköterska) och en nigeriansk pappa (en DJ och före detta rappare). Alaba spelar som central mittfältare och som vänstermittfältare men har även satts in som ytterback. Han började karriären i Austria Wien och gick 2008 till Bayern München där han blev en del i A-laget 2009–2010. Under vinterpausen 2010/2011 lånades han ut till Hoffenheim. 

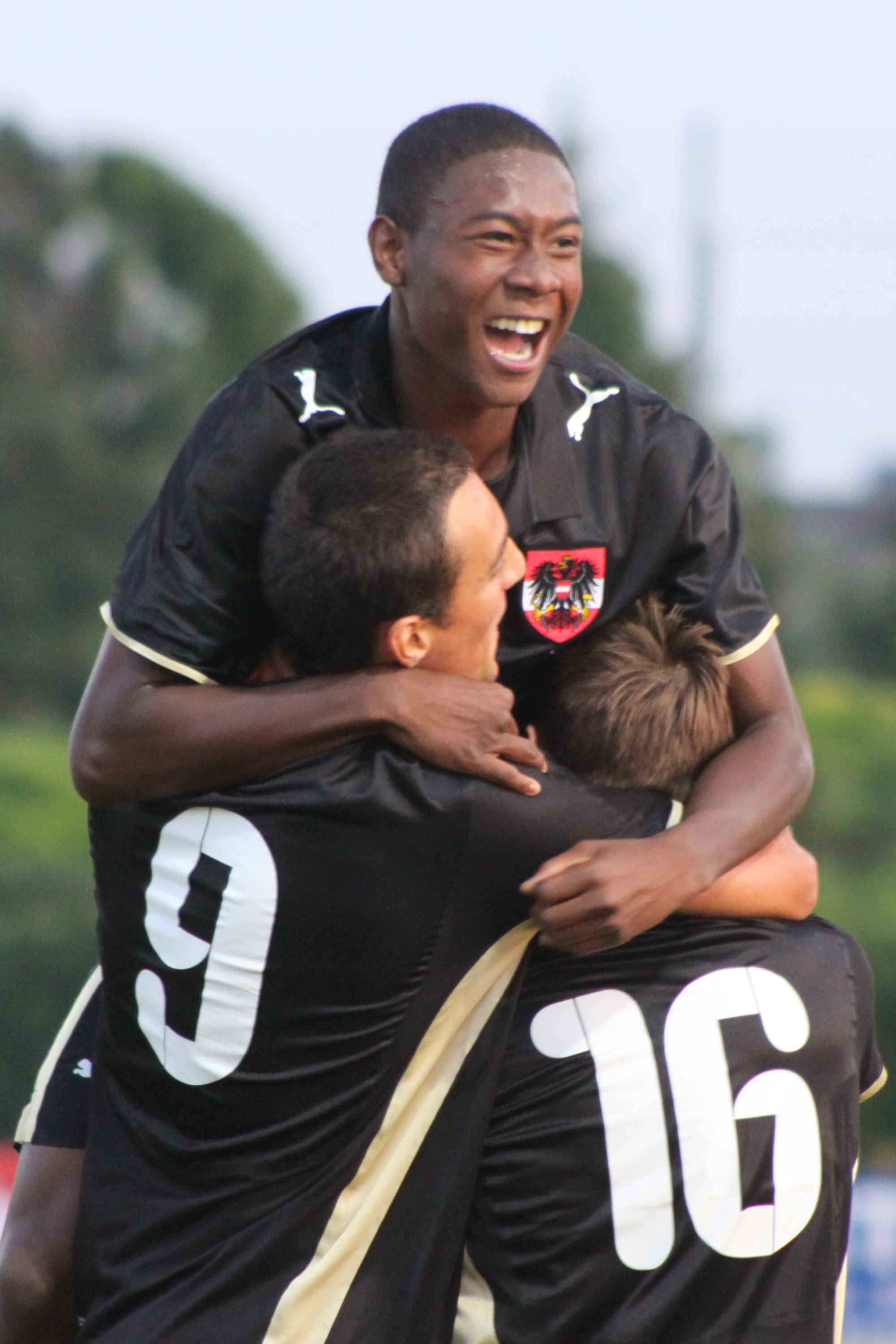

Alaba är Österrikes yngsta A-landslagsspelare någonsin och debuterade 2009, samma år debuterade han även i U21-landslaget. 
2012 gjorde Alaba ett mål i straffsparksläggningen mot Real Madrid, vilket var en viktig del i att Bayern nådde finalen i Champions League. Han missade dock finalen på grund av avstängning för tre gula kort och fick se på från läktaren när laget föll på hemmaarenan mot Chelsea.
Följande säsong fick dock Alaba sitt stora genombrott på världsscenen, där han blockerade vänsterkanten under kvarts- och semifinalerna i Champions League och dessutom gjorde mål i första matchminuten mot Juventus i första hemmamötet i kvartsfinalen med ett distansskott som studsade in via en försvarare. Sedan kom Alaba att spela hela matchen när Bayern vann finalen mot Borussia Dortmund med 2–1 och vann därmed Champions League för första gången i karriären. Han var även en viktig del i laget som vann Bundesliga och DFB-Pokal, där han deltog i finalen då Stuttgart besegrades med 3–2.
Alaba rankades som en av de allra vassaste vänsterbackarna vid tidpunkten, vid blott 20 års ålder. I det österrikiska landslaget fick han en mer mittfältsbetonad roll.
Alaba hade kontrakt med Bayern till sommaren 2015, vilket han senare förlängde till 2018. Den 18 mars 2016 beslöt han sig att förlänga kontraktet ytterligare, till 2021.
Den 16 februari 2021 meddelade Alaba att han skulle lämna Bayern vid slutet av säsongen efter 13 år i klubben. Den 28 maj 2021 meddelade Real Madrid att de värvat Alaba och att han skrivit på ett femårskontrakt.

## Statistik

### Klubb
| Klubb                    | Säsong             | Ligan              | Ligan   | Ligan | Cup     | Cup | Kontinental | Kontinental | Andra   | Andra | Totalt  | Totalt | Ref.          |
| Klubb                    | Säsong             | Division           | Matcher | Mål   | Matcher | Mål | Matcher     | Mål         | Matcher | Mål   | Matcher | Mål    | Ref.          |
| ------------------------ | ------------------ | ------------------ | ------- | ----- | ------- | --- | ----------- | ----------- | ------- | ----- | ------- | ------ | ------------- |
| Bayern München           | 2009–10            | Bundesliga         | 3       | 0     | 1       | 0   | 2           | 0           | —       | —     | 6       | 0      | [ 5 ]         |
| Bayern München           | 2010–11            | Bundesliga         | 2       | 0     | 1       | 0   | 0           | 0           | 0       | 0     | 3       | 0      | [ 6 ]         |
| Bayern München           | 2011–12            | Bundesliga         | 30      | 2     | 6       | 1   | 11          | 0           | —       | —     | 47      | 3      | [ 7 ]         |
| Bayern München           | 2012–13            | Bundesliga         | 23      | 3     | 4       | 0   | 11          | 2           | 0       | 0     | 38      | 5      | [ 8 ]         |
| Bayern München           | 2013–14            | Bundesliga         | 28      | 2     | 5       | 0   | 12          | 2           | 4       | 0     | 49      | 4      | [ 9 ] [ 10 ]  |
| Bayern München           | 2014–15            | Bundesliga         | 19      | 2     | 3       | 3   | 6           | 0           | 1       | 0     | 29      | 5      | [ 10 ] [ 11 ] |
| Bayern München           | 2015–16            | Bundesliga         | 30      | 1     | 5       | 0   | 10          | 1           | 1       | 0     | 46      | 2      | [ 10 ] [ 12 ] |
| Bayern München           | 2016–17            | Bundesliga         | 32      | 4     | 5       | 1   | 9           | 0           | 1       | 0     | 47      | 5      | [ 13 ] [ 14 ] |
| Bayern München           | 2017–18            | Bundesliga         | 23      | 2     | 6       | 0   | 7           | 0           | 0       | 0     | 36      | 2      | [ 15 ]        |
| Bayern München           | 2018–19            | Bundesliga         | 31      | 3     | 4       | 0   | 7           | 0           | 1       | 0     | 43      | 3      | [ 16 ]        |
| Bayern München           | 2019–20            | Bundesliga         | 28      | 1     | 5       | 1   | 8           | 0           | 1       | 0     | 42      | 2      | [ 17 ] [ 18 ] |
| Bayern München           | 2020–21            | Bundesliga         | 14      | 1     | 1       | 0   | 5           | 0           | 1       | 0     | 21      | 1      | [ 19 ]        |
| Bayern München           | Totalt             | Totalt             | 263     | 21    | 46      | 6   | 88          | 5           | 10      | 0     | 407     | 32     | —             |
| Bayern Munich II         | 2009–10            | 3. Liga            | 23      | 1     | —       | —   | —           | —           | —       | —     | 23      | 1      | [ 5 ]         |
| Bayern Munich II         | 2010–11            | 3. Liga            | 10      | 0     | —       | —   | —           | —           | —       | —     | 10      | 0      | [ 6 ]         |
| Bayern Munich II         | Totalt             | Totalt             | 33      | 1     | —       | —   | —           | —           | —       | —     | 33      | 1      | —             |
| 1899 Hoffenheim (på lån) | 2010–11            | Bundesliga         | 17      | 2     | 1       | 0   | —           | —           | —       | —     | 18      | 2      | [ 6 ]         |
| 1899 Hoffenheim (på lån) | Totalt             | Totalt             | 17      | 2     | 1       | 1   | —           | —           | —       | —     | 18      | 2      | —             |
| Real Madrid              | 2021-22            | La Liga            | 0       | 0     | -       | -   | -           | -           | -       | -     | -       | -      | -             |
| Real Madrid              | Totalt             |                    |         |       |         |     |             |             |         |       |         |        |               |
| Totalt i karriären       | Totalt i karriären | Totalt i karriären | 313     | 24    | 48      | 7   | 88          | 5           | 10      | 0     | 458     | 35     | —             |

1. 1 2 3 4 5 6 7 8 9 10 11  Spel i UEFA Champions League.
2. ↑  Spel i DFL-Supercup, UEFA Super Cup, och FIFA Club World Cup.
3. 1 2 3 4 5  Spel i DFL-Supercup.
4. ↑  Spel i DFL-Supercup, UEFA Super Cup, och FIFA Club World Cup.

### Internationella mål
| Nr  | Datum             | Arena                                     | Motståndare    | Mål Alaba gjorde | Resultat | Tävling                           |
| --- | ----------------- | ----------------------------------------- | -------------- | ---------------- | -------- | --------------------------------- |
| 1.  | 16 oktober 2012   | Ernst-Happel-Stadion, Wien, Österrike     | Kazakstan      | 3–0              | 4–0      | 2014 FIFA World Cup qualification |
| 2.  | 22 mars 2013      | Ernst-Happel-Stadion, Wien, Österrike     | Färöarna       | 5–0              | 6–0      | 2014 FIFA World Cup qualification |
| 3.  | 26 mars 2013      | Aviva Stadium, Dublin, Irland             | Irland         | 2–2              | 2–2      | 2014 FIFA World Cup qualification |
| 4.  | 7 juni 2013       | Ernst-Happel-Stadion, Wien, Österrike     | Sverige        | 1–0              | 2–1      | 2014 FIFA World Cup qualification |
| 5.  | 10 september 2013 | Ernst-Happel-Stadion, Wien, Österrike     | Irland         | 1–0              | 1–0      | 2014 FIFA World Cup qualification |
| 6.  | 15 oktober 2013   | Tórsvøllur, Tórshavn, Färöarna            | Färöarna       | 3–0              | 3–0      | 2014 FIFA World Cup qualification |
| 7.  | 8 september 2014  | Ernst-Happel-Stadion, Wien, Österrike     | Sverige        | 1–0              | 1–1      | UEFA Euro 2016 qualification      |
| 8.  | 9 oktober 2014    | Zimbru Stadium, Chișinău, Moldavien       | Moldavien      | 1–0              | 2–1      | UEFA Euro 2016 qualification      |
| 9.  | 27 mars 2015      | Rheinpark Stadion, Vaduz, Liechtenstein   | Liechtenstein  | 3–0              | 5–0      | UEFA Euro 2016 qualification      |
| 10. | 8 september 2015  | Friends Arena, Solna, Sverige             | Sverige        | 1–0              | 4–1      | UEFA Euro 2016 qualification      |
| 11. | 17 november 2015  | Ernst-Happel-Stadion, Wien, Österrike     | Schweiz        | 1–1              | 1–2      | Vänskapsmatcher                   |
| 12. | 23 mars 2018      | Wörthersee Stadion, Klagenfurt, Österrike | Slovenien      | 1–0              | 3–0      | Vänskapsmatcher                   |
| 13. | 6 september 2018  | Generali Arena, Wien, Österrike           | Sverige        | 2–0              | 2–0      | Vänskapsmatcher                   |
| 14. | 16 november 2019  | Ernst-Happel-Stadion, Wien, Österrike     | Nordmakedonien | 1–0              | 2–1      | UEFA Euro 2020 qualification      |

## Meriter
Bayern München
- Bundesliga: 2012/2013, 2013/2014, 2014/2015, 2015/2016, 2016/2017, 2017/2018, 2018/2019, 2019/2020, 2020/2021
- UEFA Champions League: 2012/2013, 2019/2020
- Tyska cupen: 2012/2013, 2013/2014, 2015/2016, 2018/2019, 2019/2020
- Tyska supercupen: 2010, 2012, 2016, 2017, 2018, 2020
- UEFA Super Cup: 2013, 2020
- VM för klubblag: 2013, 2020

### Real Madrid
- La Liga: 2021/2022, 2023/2024
- Spanska supercupen: 2021, 2023–24
- Uefa Champions League 2021/2022, 2023/2024
- Spanska cupen: 2022/2023
- UEFA Super Cup: 2022, 2024
- Interkontinentala cupen: 2022, 2024

Individuella
- Årets fotbollsspelare i Österrike: 2011, 2012, 2013, 2014, 2015, 2016[20], 2020[21]
- Årets österrikiska sportpersonlighet: 2013, 2014[22][23]
- UEFA Team of the Year: 2013, 2014, 2015[24][25][26]
- Bundesliga Team of the Season: 2014-15, 2015-16[27][28]
- France Football världselva: 2015[29]

## Utanför fotbollen
Alaba valdes till omslaget av FIFA 15 och FIFA 16, bredvid Lionel Messi.